# Agustín Larra

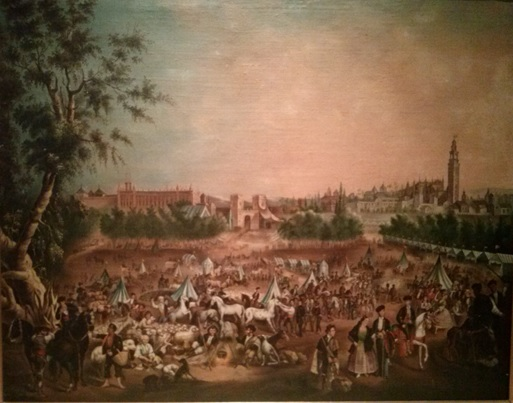
La Feria de Sevilla en panorámica del Prado de San Sebastián. Agustín Larra 1852. Óleo sobre lienzo 83x104 cm

Agustín Larra, o Agustín María Larra Santa Ana, fue un pintor sevillano de mediados del siglo XIX, costumbrista, que ejerció su profesión en Sevilla, donde realizó pinturas recogiendo las costumbres de la época en la ciudad andaluza.
Sevilla, por entonces, era ciudad que formaba a los más renombrados pintores del romanticismo y el costumbrismo en la Real Academia de Bellas Artes de San Fernando, creada en 1752. Entre sus destacados alumnos podemos encontrar a los hermanos Joaquín y José Domínguez Bécquer, Manuel Rodríguez de Guzmán, Valeriano Domínguez Bécquer y Antonio María Esquivel. También, entre los pintores románticos de la época pertenecientes a la escuela madrileña, destacaron Federico Madrazo y Fernando Pérez Villaamil.

## Biografía
Nació Agustín María Larra Santa Ana en Sevilla. Hijo de Agustín María Larra y de María del Carmen Santa Ana, fue padre de, al menos, tres hijos con la que fue su esposa, María Dolores Olibera, hija de Antonio Olibera, de nacionalidad portuguesa, y de Francisca González, natural de Ayamonte, Huelva. El matrimonio se formalizó el 28 de noviembre de 1853.
El primero de sus hijos fue María de la Salud Larra Olibera, nacida el 8 de febrero de 1856 en la calle Marmolejo, número 7, de Sevilla. El 3 de septiembre de 1859, Agustín Larra tuvo un hijo, Manuel María Larra Olibera, nacido en la calle Rodrigo Caro, número 8, de Sevilla. El 24 de febrero de 1862, a las 9 horas de la mañana, Agustín Larra tuvo una hija, María Felisa Larra Olibera, nacida también en la calle Rodrigo Caro, número 8, de Sevilla. Siendo bautizada cuatro días después.
El padre de Agustín María Larra Santa Ana, llamado también Agustín Larra, Sancho de segundo apellido, fue Oficial de la Contaduría de la Casa de la Moneda de Sevilla, y falleció el 21 de diciembre de 1842.
Agustín María de Larra Santa Ana vivió, con el oficio de pintor, también en la calle Chorro número 10, en el barrio de Santa Cruz.
La antigua calle del Chorro pasó a llamarse, en enero de 1895, calle de Justino de Neve, en memoria del ilustre sevillano Don Justino de Neve y Yébenes, fundador en 1675 del Hospital para Venerables Sacerdotes (hoy sede de la Fundación Focus-Abengoa). Desde la casa n.º 1 de esta calle seguía el desarrollo de las obras del hospital que fundó para Venerables Sacerdotes. Don Justino fue canónigo de la Santa Iglesia Catedral de Sevilla y albacea del pintor sevillano Bartolomé Esteban Murillo.
Además, en referencia a la antigua calle del Chorro de Sevilla, un azulejo en la casa n.º 2 de esta calle, hoy de Justino de Neve, nos relata el rumor popular que establece allí el nacimiento de Don Juan Tenório.

## Obras
Entre las obras costumbristas de mediados del siglo XIX podemos encontrar algunas de Agustín Larra como La Feria de Sevilla, 1852, Baile de Máscaras en Sevilla, 1859, y Procesión del Corpus, 1859.
Su obra “Procesión del Corpus” se encuentra en paradero desconocido, y viene recogida en el libro "Iconografía de Sevilla“, 1790-1868, de Ediciones El Viso 1991. La referencia que en este libro se hace a Agustín María Larra como autor del cuadro sobre la procesión del Corpus, fechado en 1859, se acompaña de una fotografía del mismo con la referencia: (Fig.106).
Su obra “Baile de Máscaras en Sevilla”, 1859, fue vendida con el número de lote 079 en la casa de Subastas Goya de Madrid el 20 de diciembre de 2012, al precio final de 33.000 euros, a un coleccionista que compró en una subasta con tres pujando al teléfono y otro en sala.

### La Feria de Sevilla
La creación de la Feria de Abril en Sevilla a instancias de José María Ibarra y Narciso Bonaplata en 1846, y su primera celebración en 1847, fue un acontecimiento comercial y festivo que ha tenido gran producción iconográfica en las artes y en la literatura, teniendo grandes exponentes en la literatura de Gustavo Adolfo Bécquer, y en la pintura decimonónica y posterior, en pintores como Andrés Cortés y Aguilar, Joaquín Domínguez Bécquer o Manuel Rodríguez de Guzmán. Estos pintores retrataron en escenas particulares o en grandes panorámicas la celebración de lo que se inició como una feria de ganado, y acabó siendo el mayor evento lúdico andaluz, con repercusión internacional.
Con importancia doble retratan estas pinturas las costumbres y vestimentas de la época, por no existir mayores pruebas documentales que estas, al no estar desarrollada aún la fotografía en aquel momento, teniendo así un valor documental difícil de calcular.
La más reconocida representación de la Feria de Sevilla, en su inicial ubicación en el Prado de San Sebastián de Sevilla, fue realizada por Andrés Cortés y Aguilar (Sevilla, 28 de junio de 1810 - 16 de mayo de 1879), y se considera su obra maestra. Formado en la Real Academia de Bellas Artes de San Fernando de Sevilla, Cortés realizó esta primera obra por encargo de su amigo José María Ibarra, que fue Conde de Ibarra, y que quedó en manos de la familia Ibarra. Además de este cuadro de la primera feria de Sevilla representada, existen en el mundo dos cuadros más de Cortés fechados en 1852, muy similares en composición y figuras. De este mismo año existe otro cuadro con la misma panorámica de la Feria de Sevilla en el Prado de San Sebastián, firmado Agustín Larra 1852.
Estos cuadros representan en panorámica la feria en el prado de San Sebastián, salpicado de buñoleras, tratantes de ganado, pastores, caballistas, y un sinfín de figuras que colorean el paisaje adornado por los monumentos sevillanos de la época, pudiendo contemplar de fondo, de izquierda a derecha, el Palacio de San Telmo, la Fábrica de Tabaco, hoy universidad, la Puerta de San Fernando, derruida en 1868, los jardines de los Reales Alcázares, y la torre de La Giralda. Además, podemos contemplar en el lado derecho de las composiciones, la hilera de casetas que desde 1847 se instalaron en la Feria y que se incrementaron en número con el pasar de los años. Según manuscritos del Conde de Ybarra sobre la primera Feria de Sevilla de 1847 se pusieron 19 casetas donde se vendía buen vino de Valdepeñas, aguardiente de Cazalla y de la Sierra, buñuelos, 6 casetas para chacina fresca, y 2 dedicadas a los señores viajantes, llamadas Fonda de los arados y la Hostelería.
En todos los cuadros aparecen como figuras destacadas los dos precursores de la Feria, José María Ibarra y su esposa, y a su lado, montado en un caballo blanco, Narciso Bonaplata.
Los cuadros de Cortés tienen algunas particulares diferencias entre ellos, siendo que el que supuestamente es el primero y que está en manos de la familia Ibarra, con dimensiones de 200 x 330 cm, plantea una visión más próxima de las figuras, y un pergamino en su frente en el suelo. Éste es el único en el que no aparece sobre la Fábrica de Tabaco, la torre óptica que se colocó durante unos pocos años, pues fue la última línea de torres telegráficas en construirse y también en dejar de prestar servicio en la línea de Andalucía. Por esto se puede entender que es anterior a los demás.
En 1847 se construyeron las primeras torres ópticas hasta Aranjuez. En 1850 la línea telegráfica llegaba hasta Puertollano (Ciudad Real) y en 1851 hasta Cádiz; pero en 1853 se amplió con una última torre en la Isla de León (actualmente San Fernando, de Cádiz), para mejorar la comunicación con el Departamento Marítimo. Durante el año de 1857 las torres se fueron sustituyendo por los postes de la telegrafía eléctrica. En 1850 se estableció otra línea de telegrafía óptica igual desde Madrid a Cádiz y se repitieron las instrucciones.
Otro de los cuadros de Cortés de la Feria de Sevilla se encuentra en el Museo de Bellas Artes de Bilbao, con unas dimensiones de 148 x 204,5 cm, fechado en 1852 y firmado en el ángulo izquierdo: Andres Cortés feci. Se destaca del anterior cuadro mencionado por su lejanía en la panorámica, la desaparición de un pastor en plano principal ajustándose los zahones sobre una piedra, y la sustitución de dos caballistas y un muchacho en la esquina izquierda por las figuras del propio pintor sentado retratando la escena, junto con dos caballeros.
El tercer lienzo de Cortés sobre la Feria de Sevilla tiene unas dimensiones de 148 x 252 cm, y está fechado también en 1852, según el Instituto de la Cultura y las Artes del Ayuntamiento de Sevilla, donde se encuentra en la actualidad, en el despacho del Alcalde. Este cuadro perteneció también a la familia Ibarra y fue donado por Fernando Ybarra en 1963. Este óleo contiene la misma lejanía en la panorámica de la Feria que el del Museo de Bellas Artes de Bilbao, pero acerca al matrimonio Ibarra y a Bonaplata al primer plano, y al pastor ajustándose los zahones sobre una piedra lo sitúa en lugar del pergamino. En composición y figuras, estos dos últimos cuadros de Cortés son los más parecidos.
En este mismo año de 1852, con unas dimensiones menores que los cuadros de Cortés, 83x104 cm, Agustín Larra firma un óleo sobre lienzo con la misma composición y figuras que el cuadro de Cortés del Ayuntamiento de Sevilla. Este cuadro se encuentra en manos particulares, y retrata el panorama del prado de San Sebastián en alguna de las primeras celebraciones de la Feria de Sevilla entre los años 1847 y 1852, fecha de su inicio y de la firma del cuadro.
Con fecha posterior, en 1862, el pintor Rafael Romero y Barros (1832-1895), padre del también pintor Julio Romero de Torres, realizó otra obra, con unas dimensiones de 77,5 x 112,5 cm, con el prado de San Sebastián como escenario de la Feria de Sevilla, con un aire ya más moderno y diferente de los anteriores. Dicho cuadro fue vendido por la casa de subastas Sotheby´s el 14 de noviembre de 2007 al precio de 205.051,80 Euros.